# Ginnastica aerobica ai Giochi mondiali 2022
Le competizioni di Ginnastica aerobica ai Giochi mondiali 2022 si sono svolte dal 12 al 13 luglio 2022 al University of Alabama Birmingham di Birmingham in Alabama, negli Stati Uniti d'America. L'evento era originariamente stato calendarizzato nel luglio 2021, ma i Giochi mondiali sono stati riprogrammati per l'anno successivo a seguito del rinvio dei Giochi olimpici estivi di Tokyo 2020, dovuto all'insorgere dell'emergenza sanitaria causata dalla pandemia di COVID-19.

## Podi
| Specialità        | Oro | Argento | Bronzo |
| Coppia (dettagli) | Brasile Lucas Barbosa Tamirez Silva                                                                                       | Ungheria Dániel Bali Fanni Mazács                                                                                           | Bulgaria Antonio Papazov Anna Maria Stoilova |
| Danza (dettagli)  | Ungheria Balázs Farkas Kata Hajdú Zoltán Lőcsei Anna Makranszki Janka Ökrös Vanessza Ruzicska Zsófia Simon Panna Szőllősi | Romania Darius Branda Sandra Dincă Mirela Frîncu Leonard Manta Daria Mihaiu Sarmiza Niculescu Mihai Alin Popa Antonio Surdu | Azerbaigian Vladimir Dolmatov Madina Mustafayeva Khadija Guliyeva Rauf Hajiyev Sanan Mahmudlu Nigar Mir Jalalli Nazrin Mustafayeva Aykhan Ahmadli |
| Gruppo (dettagli) | Italia Sara Cutini Matteo Falera Davide Nacci Marcello Patteri Francesco Sebastio                                         | Ungheria Balázs Farkas Zoltán Lőcsei Fanni Mazács Panna Szőllősi Dániel Bali                                                | Romania Gabriel Bocșer Leonard Manta Mihai Alin Popa Antonio Surdu                                                                                |
| Trio (dettagli)   | Ungheria Dániel Bali Balázs Farkas Fanni Mazács                                                                           | Italia Sara Cutini Davide Nacci Francesco Sebastio                                                                          | Romania Gabriel Bocșer Miruna Iordache Daniel Țavoc                                                                                               |

## Medagliere
| Posiz. | Nazione     | Oro | Argento | Bronzo | Totale |
| ------ | ----------- | --- | ------- | ------ | ------ |
| 1      | Ungheria    | 2   | 2       | 0      | 4      |
| 2      | Italia      | 1   | 1       | 0      | 2      |
| 3      | Brasile     | 1   | 0       | 0      | 1      |
| 4      | Romania     | 0   | 1       | 2      | 3      |
| 5      | Azerbaigian | 0   | 0       | 1      | 1      |
| 5      | Bulgaria    | 0   | 0       | 1      | 1      |
| Totale | Totale      | 4   | 4       | 4      | 12     |